# Eriococcus istriensis
Eriococcus istriensis är en insektsart som först beskrevs av Ferenc Kozár 1983.  Eriococcus istriensis ingår i släktet Eriococcus och familjen filtsköldlöss. Inga underarter finns listade i Catalogue of Life.